# Rodulfo Vaillant
Rodulfo Miguel Vaillant García (Santiago de Cuba, 8 de mayo de 1942) es un músico y compositor cubano. 

## Biografía
Nació en el barrio de "los Hoyos" en Santiago de Cuba. Desde temprana edad se sintió atraído por la música, tal vez por encontrar un ambiente familiar favorable.
Varios de sus tíos por línea materna formaron el Conjunto Supremo de Palma Soriano como instrumentistas y cantantes a finales de la década del 40 del siglo XX. Por línea paterna ocurrió lo mismo, pues tres de sus tías, amenizaban las películas silentes en los cines de la ciudad como pianistas, y otros fueron integrantes de la Orquesta Chepín Chovén. 
Paralelamente con sus estudios primarios y secundarios, comenzó sus estudios de música con el gran músico y profesor Alcides Castillo; estudió teoría y solfeo y estuvo a punto de graduarse como trompetista, lo cual fue impedido por sus estudios de bachillerato y topógrafo-agrimensor. 
A la edad de trece años, obtuvo su primera inspiración a forma de composición, motivado por una canción de Arsenio Rodríguez, que se popularizó en la época. 
Su carrera autoral fue creciendo paralelamente a sus estudios, habiendo ingresado en la Universidad de Oriente, donde llegó a cursar el tercer año en Ingeniería de Minas. 
Ya en 1963 funda con un grupo de músicos y cantantes el Club del Feeling, dando a conocer sus primeros boleros, dentro de los que se encontraba el titulado “Arrodíllate”. El cantante habanero Ezequiel Cárdenas, en una de sus visitas a esta ciudad de Santiago de Cuba en 1964, se sintió atraído por dicha obra, y la incluyó en su disco de larga duración (LP), convirtiéndola en una de las obras más populares en las vitrolas y los numerosos cabarets del país para el año 1965. Este bolero era tomado por los intérpretes como respuesta al de “Aquí de pie” de Olga Navarro, en las descargas de feeling que se hacían en muchos lugares del país. 
Esto razonablemente le abrió a Vaillant las puertas de la popularidad autoral, dando comienzo a las demandas de otros intérpretes por su obra. 
En 1966, el compositor Rodulfo Vaillant, produce un giro en la línea genérica que venía desarrollando como autor, a raíz de que Sergio Calzado, uno de los músicos más importantes que ha dado Santiago de Cuba, administrador, faro y guía de la orquesta “Estrellas Cubanas”, le pidió que hiciera para la orquesta una guaracha. 
Rodulfo era admirador, fanático de esa orquesta, por lo que “le dieron por las venas del gusto” como bien expresara el autor, iniciándose desde ese momento un binomio de éxito entre Vaillant y el famoso director de esa agrupación, Félix Reyna. 

“A Félix Reyna y Sergio Calzado debo mi popularidad alcanzada” así dice Rodulfo Vaillant en diferentes entrevistas que se le han realizado, y agrega “Fue mi “Reloj”, una guaracha, el primer éxito a nivel nacional con esa orquesta, luego continuamos el trabajo, obteniendo disimiles éxitos, hasta llegar a tener más de veinte obras dentro del repertorio de esa afamada agrupación.”

La década prodigiosa comprendida del 1965 a 1975, fue marcada en la vida del autor por diversos éxitos que se produjeron de forma sucesiva, sus canciones permanecieron diariamente en la radio, en la TV, vitrolas y en los salones de baile a lo largo y ancho de todo el país. Otras agrupaciones incluyeron sus obras dentro de su repertorio musical. 
Relacionamos las orquestas que popularizaron a este autor en esa década:
- Estrellas Cubanas
- Ritmo Oriental
- Maravilla de Florida
- Riverside
- Pancho el Bravo

Señalamos que en 1973 la orquesta Ritmo Oriental da el salto a la popularidad con dos obras, una que lleva por título “Mi socio Manolo” de la Autoría de Juan Crespo Maza y la obra “Quien dice” más conocida por “la Gorda” del autor Rodulfo Vaillant.
Varios han sido los éxitos con las orquesta Estrellas Cubanas, siendo las más populares “la Escoba Barrendera”, “El Lápiz no tiene punta”, “Teléfono frío”, “Si tiene vida limitada”, “Cartero” y otros.
Es curioso que la popularidad de este autor santiaguero sufre un breve impás, pero no por mucho tiempo, pues reaparece a finales de 1984 con “Los Van Van” de Juan Formell cuando esta afamada orquesta graba una obra que para muchos es una de las encumbradas; la misma lleva por título “Se muere la tía” conocida popularmente simplemente como “La tía”. En 1986 la orquesta Revé, arrasa con la popularidad gracias al tema “Yo no quiero que seas celosa”. Ambas obras a pesar del tiempo se mantienen con fuerza, en el gusto de los bailadores de la música popular cubana.

## Relación de obras populares
Estrellas Cubanas:
- Arrodíllate (Bolero)
- Fue mi Reloj (Guaracha)
- La Escoba Barrendera (Guaracha)
- Teléfono Frío (Guaracha)
- Sí, tiene Vida Limitada (Chachachá)
- Male... Malé (Guaracha)
- El Lápiz no tiene Punta (Guaracha)
- Cartero (Guaracha)
- Tiene dos Caras (Guaracha)
- Fito y Susy (Son)
- Sipi-Sontamina (Son)

Ritmo Oriental:
- Alguien dice - La Gorda (Son)
- Por hacerme caso (Son)
- Avisa, por favor (Son)

Maravilla de Florida:
- Sabor a Calabaza (Son)
- Carne con Berenjena (Son)

Tito Gómez-Riverside:
- Sí te dejé (Mozancha)

Pancho el Bravo:
- Buscando un tema (Son)
- Congo o Carabalí ()

Aragón:
- Se fue linda paloma (Son)

Orquesta Original:
- Eso era Antes (Merengue)

Van Van:
- Se muere de sed la tía (Guaracha - conga)

Orquesta Revé:
- No quiero que seas celosa (Son - Changuí)

Ezequiel Cárdenas (solista):
- Arrodillate (Bolero)

Fernando Álvarez (solista) :
- Fueron horas perdidas  (Bolero)

## Ámbito Internacional
- Como el payaso (Orlando Contreras)
- En una Iglesia (Orlando Contreras)
- La Escoba Barrendera (Típica 73)
- El Lápiz no tiene punta (Adalberto Santiago, Típica Tropical, Típica Broadway)
- La Gorda (Sonora Ponceña)
- Se muere la Tía (Batacumbele, Willy Chirino)
- No quiero que seas Celosa (Andy Montañés, Alex León, José Alberto "El Canario")

## Obras utilizadas en largometrajes
- Plaff (Yo no quiero que seas celosa)
- 3 y 2 (La tía)
- Momentos (Yo no quiero que seas celosa)
- Salsa en Veracruz (El lápiz no tiene punta)

El autor santiaguero cuenta con más de 150 composiciones y con más de 80 grabaciones tanto en el ámbito nacional como internacional. Es miembro de la SGAE (Sociedad General de Autores Española) y está registrado en los archivos del Instituto Smithsonian, en la Biblioteca General del Capitolio en Washington D. C., como de los autores cubanos importantes dentro de la música popular bailable.

## Reconocimientos Relevantes
- Por ser creador de la Semana de la Cultura Santiaguera.
- La Llave de la ciudad de Santiago de Cuba.
- Homenaje Nacional en el Festival de Charanga en. 1999.
- Homenaje de la sección de música de la biblioteca nacional José Martí (Cuba.
- La dedicación de la Semana de la Cultura Santiaguera.
- Homenaje de la sede provincial UNEAC de Camagüey. 1989.
- Reconocimiento de la Asamblea Municipal del Poder Popular en Santiago de Cuba.
- 1981 reconocimiento por crear la Semana de la Cultura en le Municipio Julio A. Mella.
- Artista Demérito de la Unión de Escritores y Artistas de Cuba.
- Sello del Artista Laureado
- Entrega de la condición de miembro de honor de la Asociación de Boleros de España. Entregado en la sede de la SGAE. 2011.
- Homenaje en la peña "El Menú" conducida por el trovador Aquiles. 2011.
- Homenaje en la "Peña Mambisa" conducida por el guitarrista Aquiles Jorge. 2011.
- Visita a Cancún, invitado a la jornada por el Día de la Cultura Nacional. 2011.
- Entrega del Premio de Honor en el Festival Cubadisco 2011.
- Declarado con la Condición de Hijo Ilustre de la Ciudad por parte de la Asamblea del Poder Popular octubre del 2015.
- Homenaje por su obra basada en el Son en el  Festival de Agrupaciones Soneras celebrado anualmente en Mayarí.
- Premio Anual por la Obra de la Vida, entregado por la UNEAC Nacional, diciembre del 2017.

## Condecoraciones
Medallas:
- Lucha Clandestina
- XXX, XL, L, LX  Aniversarios de las FAR
- Alfabetización
- Universidad de Extremadura (España)
- Municipio de San Martín (Argentina)
- Cultura Nacional
- Raúl Gómez García
- Placa José María Heredia
- Distinción Beny Moré
- Diplomas Nicolás Guillén y Amadeo Roldán

    En otras acciones vinculadas a su vida cultural funda junto a Adalberto Álvarez el conjunto Son 14 y contribuyó a la aparición del grupo Irakere con Oscar y Chucho Valdés. Colaboró con la reorganización de la orquesta Chepín-Choven en 1974 por Orientación de Juan Almeida así como a la fundación del grupo folclórico Folklo Yumars. Creó en Santiago de Cuba el Festival de Bolero en 1989 y es su organizador hasta la fecha. Dirigió artísticamente los festivales del Creador, Aficionados del MININT, festivales aficionados del MINFAR y CTC, celebrados del 1970 a 1976 y fue director de la comisión de espectáculos de los Carnavales de 1971, 1972 y 1973 respectivamente, además de fundador y miembro del comité organizador del concurso de canciones Adolfo Guzmán, durante 6 años.
En 1981 lo designan responsable de la brigada artística, conformada por más de 100 personas para realizar actividades durante 3 meses en la Provincia de Pinar del Río, estas acciones que consistieron en espectáculos, sirvieron para la recaudación del dinero circulante en dicha provincia en virtud del resultado de las zafras tabacaleras.  
En 2011 tuvo las palabras de apertura y clausura de la Semana de la Cultura Cubana, jornada celebrada en Cancún, México, en coordinación con la Embajada Cubana 

## Obras Grabadas en Cuba
- Arrodíllate - Bolero (Ezequiel Cárdenas)
- Fueron horas perdidas - Bolero (Fernando Álvarez)
- La jira - Bolero (Fernando Álvarez)
- Qué complejo - Bolero (Ibrahin Delás)
- Fue mi reloj - Guaracha (Orq. Estrellas Cubanas)
- La Escoba barrendera - Guaracha (Orq. Estrellas Cubanas, Combo Moya, Raúl Planas)
- Le faltaba Mecha - Mozancha (Orq. Estrellas Cubanas)
- Si tiene vida limitada - Chachachá (Orq. Estrellas Cubanas)
- Teléfono Frío - SonCha (Orq. Estrellas Cubanas)
- Cartero - Guaracha (Orq. Estrellas Cubanas)
- Fito y Susy - SonCha (Orq. Estrellas Cubanas)
- Male... malé - GuarachaRumba (Orq. Estrellas Cubanas, Raúl Planas, Conj. )
- Sipisontamina - Son (Orq. Estrellas Cubanas)
- Tiene dos caras - Guaracha (Orq. Estrellas Cubanas)
- Siento un cua cua cua - SonCha (Orq. Estrellas Cubanas)
- Soy un carro que no camina - SonCha (Orq. Estrellas Cubanas)
- Quien dice - Son (Orq. Ritmo Oriental)
- Por hacerme caso  - Son (Orq. Ritmo Oriental)
- Avisa, por favor - Son (Orq. Ritmo Oriental)
- Ana Margarita - Merengue (Orq. Ritmo Oriental)
- Más no cabe - Guaracha (Orq. Ritmo Oriental)
- Buscando un tema

## Producciones Discográficas
- Rodulfo Vaillant y su música                                                                                                  CD SIBONEY
- Rodulfo Vaillant con sangre joven   (Septeto Son de Buena Fé)                                           CD EGREM
- Sinfónico Bailable (Orquesta Sinfónica y Orfeón Santiago)                                                   CD COLIBRÍ
- Ella y mis canciones (Ivet Cepeda, Anais Abreu entre otras)                                                 CD EGREM

- Datos: Q6110897